# Выборгская сторона
Вы́боргская сторона́ — одна из исторических частей Санкт-Петербурга, расположенная на правом берегу рек Нева и Большая Невка. Она, как и левобережная часть Невского района и Нарвская часть (вошедшая в состав Кировского района города), получила известность большим количеством заводов и участием их рабочих в революции 1917 года.
Ограничена рекой Невой, рекой Большая Невка, улицей Академика Крылова, Черной речкой, Коломяжским проспектом, улицей Матроса Железняка, железнодорожными путями, Институтским переулком, Лесным проспектом, 1-м Муринским проспектом, Полюстровским проспектом и Пискарёвским проспектом.

## История
В начале XVIII века город разделялся на Карельскую (она же Финская, или Шведская), Ингерманландскую и Канцевскую стороны. Карельская сторона занимала правый берег Невы, Ингерманландская — левый, Канцевская находилась в устье Охты на месте Ниена (русское название XVII века — Канцы).
В 1718 году была учреждена полиция и город официально разделили на пять частей: Петербургскую, Адмиралтейскую, Московскую, Выборгскую и Васильевский остров (см. Полицейские части Санкт-Петербурга). При этом бывшая Карельская сторона получила название Выборгской. Это название происходит от начинавшейся здесь старой дороги на Выборг. В литературе указывается, что эта дорога по крайней мере с середины XVIII века проходила на месте современного Большого Сампсониевского проспекта (от современной улицы Александра Матросова) и проспекта Энгельса. Однако, если обратиться к допетровскому периоду, то согласно шведскому плану «Nie Stadt mit der Legend auf 2 Stunden» 1698 года она в своей начальной части (до уровня нынешней станции метро Чёрная речка) проходила восточнее и далее, ответвляясь от дороги на Кексгольм (Приозерск) уходила западнее, примерно по трассе теперешнего Ланского шоссе.
В 1740-е годы Выборгская сторона вошла в состав Петербургской, но после реформы городского управления (1782 год) вновь стала самостоятельной единицей.
Первоначально (в XVIII веке) соединялась наплавными мостами с Петербургской стороной (на месте Гренадерского моста) и с Литейной частью (в створе современного проспекта Чернышевского).
Уже при Петре I на Выборгской стороне открывается ряд заводов: восковый (1713 год), сахарный (1721 год), кожевенный (1721 год). Ко второй половине XIX века Выборгская сторона стала промышленной окраиной столицы.
Здесь возникли заводы Барановского, Лесснера, Эриксона, Нобеля.
В конце XIX — начале XX веков трудящиеся этих и других предприятий объединились в рабочее движение. С середины 1880-х годов здесь появились первые петербургские марксисты.
В 1936 году на территории Выборгской стороны были образованы три административных района: Выборгский, Калининский и Ждановский.
С 1960-х годов её  окраинные территории стали зонами массовой жилой застройки, а после распада СССР крупная промышленность стала сменяться офисными и жилыми зданиями.